# رز مک‌ایور
فرانسیس رز مک ایور (زادهٔ ۱۰ اکتبر ۱۹۸۸)، بازیگری نیوزیلندی است. از فیلم‌ها یا برنامه‌های تلویزیونی که وی در آن نقش داشته است می‌توان به فیلم چشم بند، درخشان‌ترین ستاره و استخوان‌های دوست‌داشتنی، مجموعه‌های تلویزیونی کارشناسان سکس، نقش تینکربل در سریال روزی روزگاری، پاور رنجرز و بازی لیو مور در مجموعه آی‌زامبی اشاره کرد.